# 绿带彩蚴吸虫
绿带彩蚴吸虫（学名：Leucochloridium paradoxum），属于彩蚴吸虫属，是以蜗牛为中间宿主的寄生虫，常发现于錐蝸牛屬蜗牛。某些網路影片称为双盘吸虫，但這種生物其實并不属于拟异双盘属（Paradistomoides）或异双盘属（Paradistomum）。
绿带彩蚴吸虫的綠色脈動幼蟲囊會填滿蝸牛眼柄，使其吸引鳥類（其主要宿主）的捕食；這些幼蟲囊的外觀模仿毛毛蟲，而毛毛蟲是鳥類的常見獵物。 成蟲生活在鳥類的泄殖腔中，透過糞便釋放其卵。

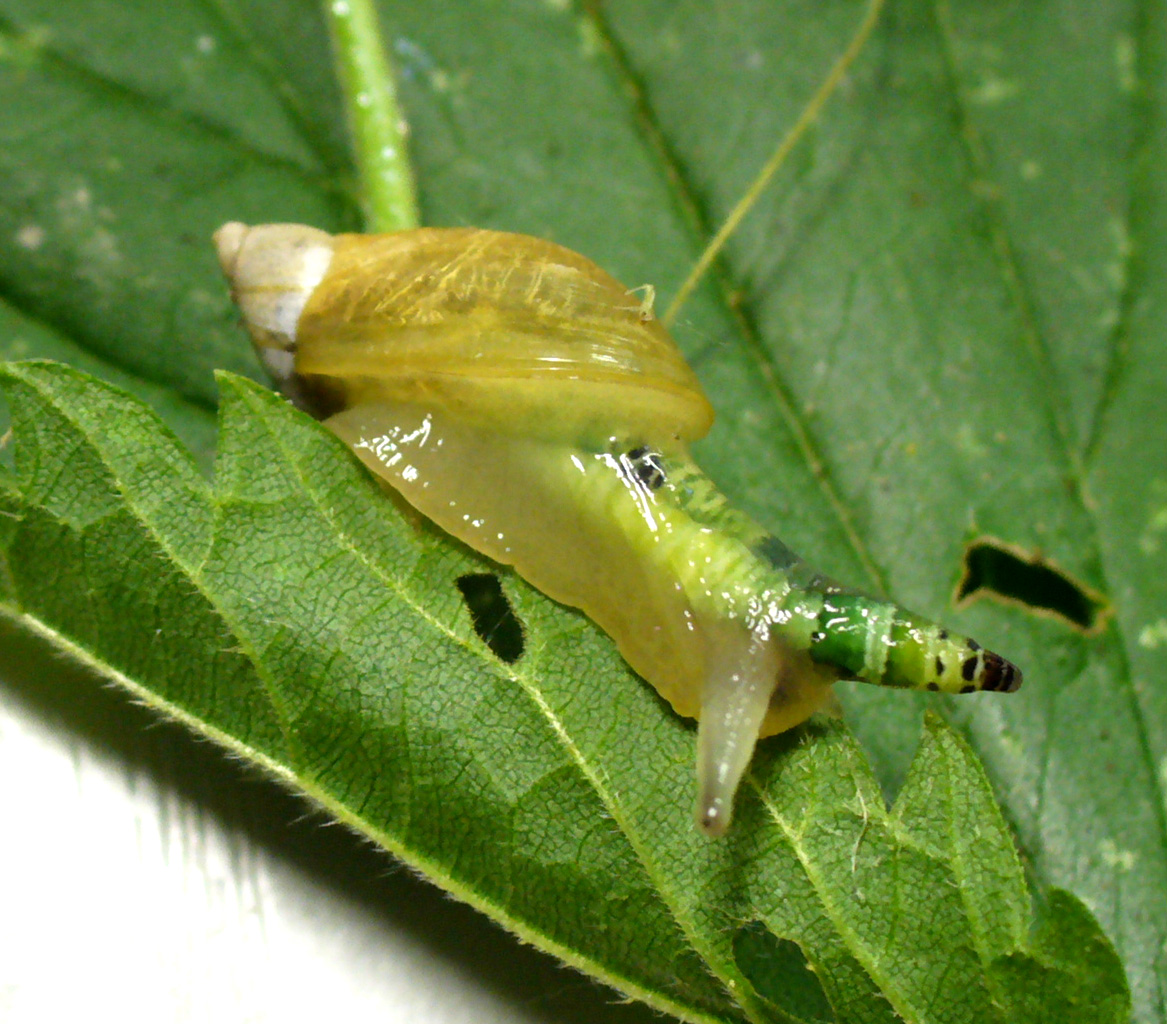
陆地蜗牛Succinea putris的左眼柄中有绿带彩蚴吸虫

## 生命周期
綠帶彩蚴吸蟲與其他彩蚴吸蟲屬的物種具有相似的生命週期。 它們是蝸牛和鳥類的寄生蟲。與典型的吸蟲相比，這種寄生蟲的生命周期較為簡化，因為蝸牛同時充當第一和第二中間宿主。

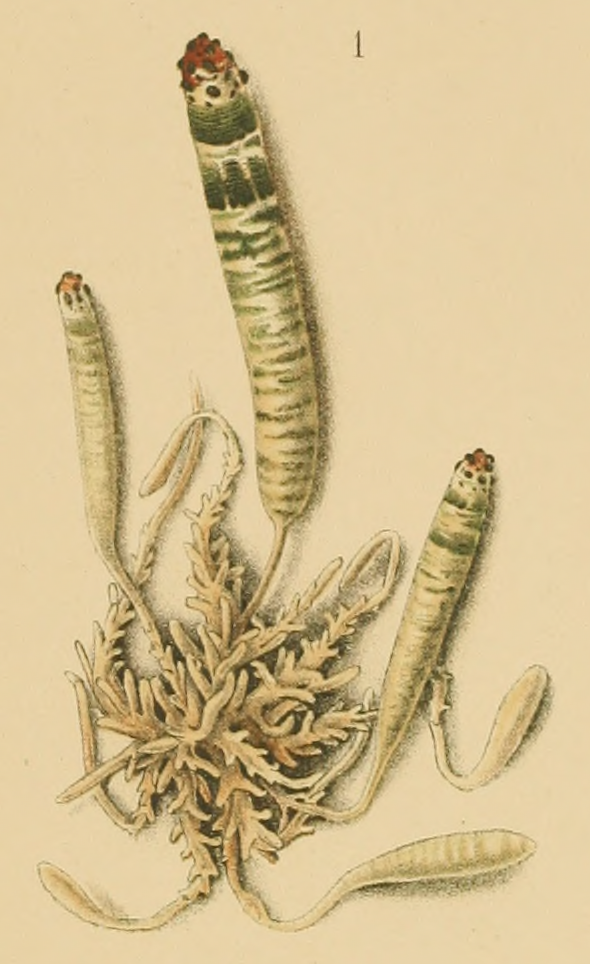
孢囊體。最大的幼蟲囊的莖被縮短繪製。一個囊蚴正沿著最下面的莖移動。
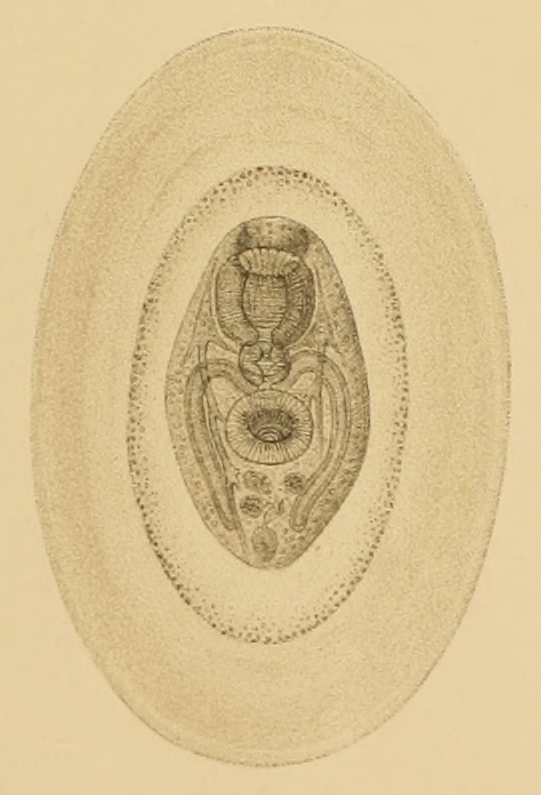
在鳥類宿主泄殖腔中發現的成蟲；注意其兩個顯著的吸盤。

蝸牛攝入的卵在體內孵化成毛蚴，這些毛蚴會在蝸牛的肝胰腺內發育成下一階段的孢囊體。成熟的孢囊體由多個分支構成，分布於血腔中，可能佔蝸牛體重的五分之一或更多。 一些分支會發育成末端膨大的長管狀幼蟲囊，但這些幼蟲囊的發育階段錯開，因此通常同時成熟的只有兩到三個。
其中一側或雙側的蝸牛觸角會被成熟的幼蟲囊佔據，改變其外觀。觸角變得腫脹，內部脈動且顏色鮮豔、有帶狀花紋的幼蟲囊可見，模仿昆蟲幼蟲（如毛毛蟲）的外觀。這種模仿吸引食蟲性鳥類捕食。圈養觀察顯示，鳥類在進食前會先將幼蟲囊從蝸牛中撕出來， 因此蝸牛可能倖存。此外，若幼蟲囊自觸角內自行爆裂，會在鳥類進食前持續脈動約一小時，這也可感染鳥類宿主。
在孢囊體的基部， 孢囊體通過無性繁殖產生許多無尾的尾蚴，尾蚴在孢囊體內直接發育為囊蚴，並在自身周圍形成厚實的黏液外層。成熟的囊蚴呈橢圓形，大小約為1.2 × 0.8毫米；通常每個幼蟲囊內累積100到250個囊蚴。
如果幼蟲囊被鳥類吞食，囊蚴會經過鳥類的消化道，並停留在泄殖腔中。囊蚴失去黏液外層後，發育為成年的雙口吸蟲，約约1.5毫米長。這種成蟲在腹側具有兩個吸盤，用於附著在泄殖腔壁上，而背側則為平滑表面。成蟲為雌雄同體，能將卵排入鳥類的糞便中，其中一部分卵會被蝸牛吞食，從而完成其生命周期循環。
一項在俄羅斯進行的研究顯示，蝸牛在春季和夏季感染寄生蟲。形成的孢囊體會在次年春季產生具有感染性的囊蚴，但在夏末時死亡。 成蟲在鳥類宿主體內的壽命據推測約為數週至數月。

## 幼蟲囊及受感染蝸牛的行為
幼蟲囊的脈動頻率通常隨溫度變化，每分鐘約40至75次，但在黑暗中會停止脈動。
寄生蟲通過操控蝸牛宿主的行為，增加其對鳥類的顯眼程度。在對錐蝸牛屬宿主的研究中，受感染的蝸牛在光亮處停留更久，會攀爬至更高的植被，且行動更為活躍。在觀察期間的45分鐘內，53%的受感染蝸牛完全暴露，而未感染Leucochloridium幼蟲囊的對照組蝸牛僅為28%。
受感染的蝸牛至少可以存活一年，並保有使用觸角末端眼睛的能力。 雖然感染其他Leucochloridium物種的蝸牛仍然可以繼續繁殖， 感染L. paradoxum的蝸牛則常表現出性器官的退化現象。
孢囊體的外觀與行為是一種攻擊性擬態的例子。寄生蟲的外形模糊地模仿宿主的食物，從而通過被宿主吞食進入宿主體內。這與大多數其他攻擊性擬態的例子不同，後者通常是模仿者捕食被迷惑的動物。

## 分類學
在較早的文獻中，L. paradoxum可能被稱為L. macrostomum，這名稱源自Rudolphi於1803年對Fasciola macrostoma的描述，該物種於1809年被Rudolphi重新命名為Distomum macrostomum。Zeller於1874年錯將L. paradoxum的標本鑑定為D. macrostomum。目前，Rudolphi的物種被歸類於Urogonimus屬。 此外，Leucochloridium heckerti (Kagan, 1951)也被認為是L. paradoxum的同義名。

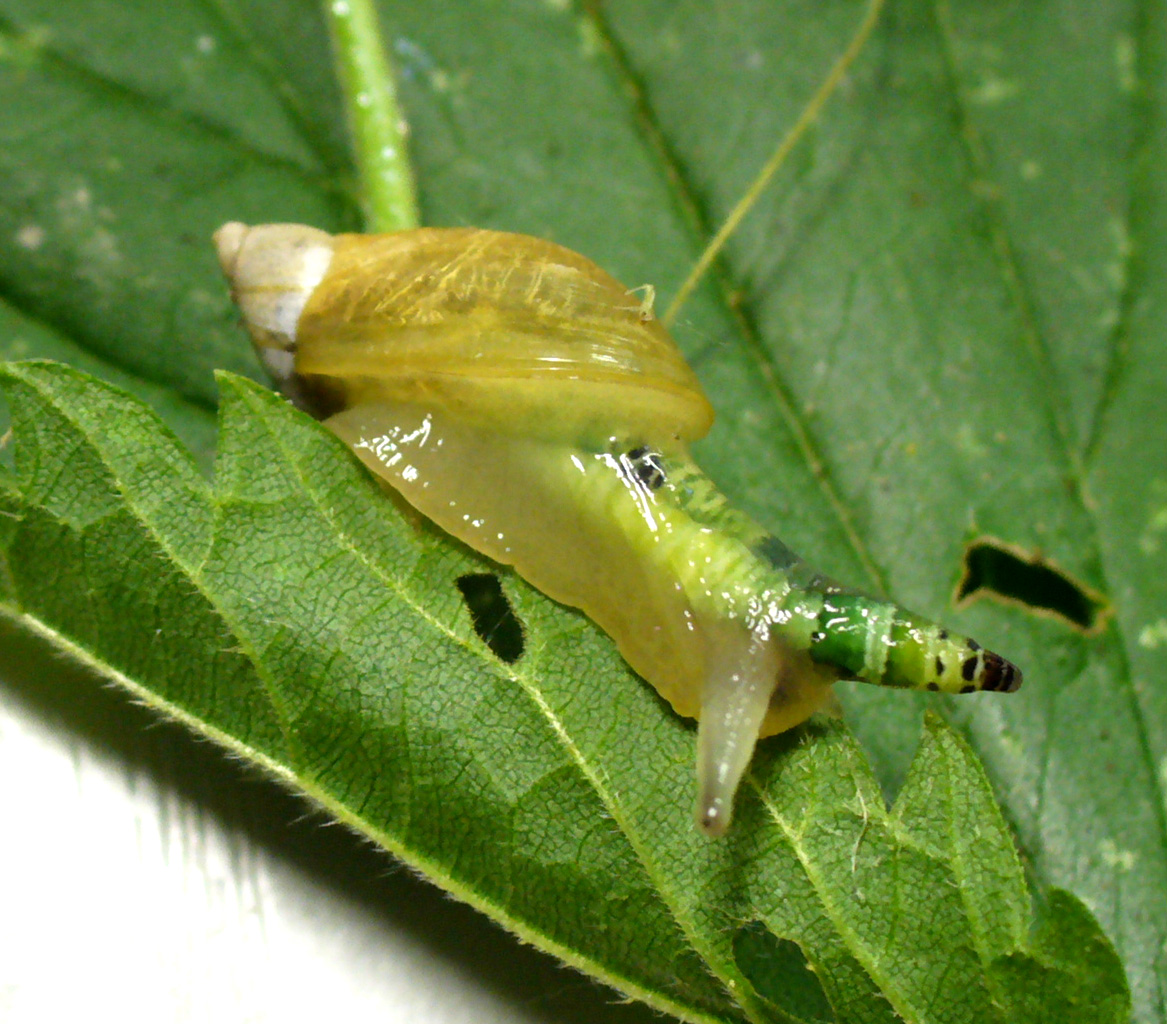
左觸角內含幼蟲囊的蝸牛Succinea putris

## 鑑定
區分彩蚴吸蟲屬物種最簡單的方法是觀察宿主蝸牛觸角內幼蟲囊的外觀。綠帶彩蚴吸蟲的幼蟲囊呈現綠色條紋，並帶有深棕色及黑色斑點，末端則為深棕色或紅棕色。 現代鑑定方法可輔以核糖體DNA序列進行分析。 單一蝸牛可能同時感染多種Leucochloridium物種。
寄生於鳥類泄殖腔的成蟲較不為人熟知，因此區分物種更加困難。

## 棲息地
綠帶彩蚴吸蟲主要分布於濕潤地區，如沼澤地，這些地方是其中間宿主錐蝸牛屬蝸牛的常見棲地。

## 分佈

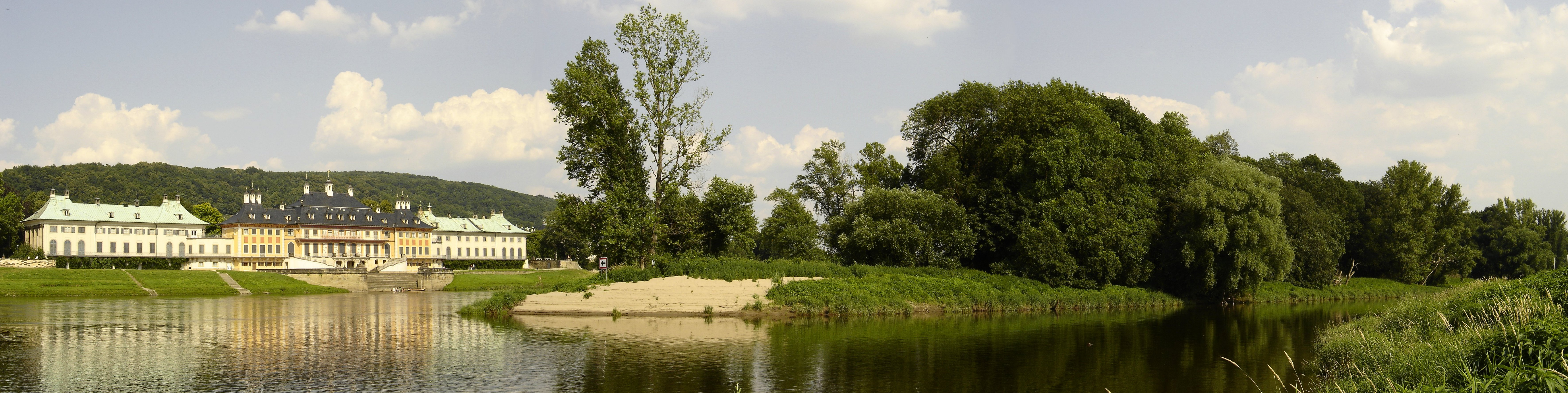
模式產地：位於易北河上的Pillnitz島

綠帶彩蚴吸蟲最初是基於其幼蟲囊階段的樣本進行描述，這些樣本來自德國德累斯頓附近的Pillnitz，位於易北河中的一座名為Pillnitzer Elbinsel的小島。其他已知分佈地點包括波蘭、白俄羅斯、俄羅斯的聖彼得堡地區、丹麥、瑞典、挪威、荷蘭、英國以及日本。
此外，據信該物種還寄生在分佈於太平洋魯賓遜克魯索島的一種特有半蛞蝓，這是其於南半球的唯一紀錄。

## 宿主
中间宿主：
- 錐蝸牛屬的Succinea putris[11]
- 錐蝸牛屬的Succinea lauta[16]
- Omalonyx gayana[17]

宿主：
- 鸟类
- 斑胸草雀 (Taeniopygia guttata) – 实验中[18]